# ネイサン・ヘイル
ネイサン・ヘイル（英: Nathan Hale、1755年6月6日-1776年9月22日）は、アメリカ独立戦争のときに大陸軍のために働いた軍人である。アメリカでは最初のスパイと広く認められており、情報収集任務を買って出たが、イギリス軍に捕まった。ヘイルはロングアイランドの戦い後に絞首刑にされたが、その前に「私はこの国のために失う命が一つしかないことを悔やむだけだ」と発言したことで記憶されている。
ヘイルは長い間アメリカの英雄と考えられてきており、1985年には公式にコネチカット州の英雄と指定された。バージニア州ラングレーのCIA本部やワシントンD.C.のフェデラル・トライアングルなど多くの場所にヘイルの彫像が置かれている。

## 背景
ヘイルは1755年にコネチカット植民地コヴェントリーで生まれた。1768年、ヘイルが13歳のときに兄弟のイーノックと共にイェール大学に入学した。その時の級友には同じくパトリオットのスパイとなったベンジャミン・トールマッジがいた。ヘイル兄弟はイェールの文学的友愛会である「リノニア」に属し、そこで天文学、数学、文学および奴隷制に関する倫理を論じた。ヘイルは1773年に成績優等で卒業し、最初はイースト・ハダムで、その後ニューロンドンで教師になった。1775年にアメリカ独立戦争が始まった後は、コネチカット民兵隊に加わり、中尉に選ばれた。
その民兵隊がボストン包囲戦に参加したときに、ヘイルは後方に残ったが、7月6日にスタンフォードのチャールズ・ウェブ大佐の指揮する大陸軍の正規軍である第7コネチカット連隊に入隊した。ヘイルは大尉に昇進し、1776年3月にはニューヨーク市を守るトマス・ノウルトン大佐のレンジャー部隊の小部隊を指揮した。この部隊はイギリス海軍の艦船マン・オブ・ウォーから物資を満載した1隻の船を救出することに成功した。

## スパイ活動

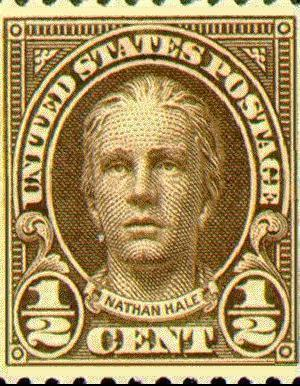
ネイサン・ヘイルは1925年と1929年の郵便切手デザインにも登場した。この肖像はベラ・ライアン・プラット制作の彫像から採られた。

1776年8月27日のロングアイランドの戦いではイギリス軍がスタテンアイランドからロングアイランドに渡って側面攻撃を行うことで勝利して、その後のニューヨーク市占領に繋がった。ヘイルは9月8日に敵前線の背後に回りイギリス軍の動きを報告する任務を志願した。ヘイルは9月12日に船でロングアイランドに渡った。これは捕まれば即座に死罪となるスパイ行為であり、ヘイルにとっては大きな賭けになることだった。
その間にニューヨーク市（当時はマンハッタン島の南端、ウォールストリート辺り）が9月15日にイギリス軍に占領され、ワシントン軍はマンハッタン島北端のハーレムハイツ（現在のモーニングサイド・ハイツ）にまで後退を強いられた。9月21日、マンハッタン下流側の4分の1が大火で焼けた（1776年のニューヨーク大火）。この火事は後に、町がイギリス軍の手に落ちるのを妨害する為にアメリカ人破壊工作者が火を放ったと考えられてきたが、ワシントンや第二次大陸会議はこのアイディアを既に否定していた。また、市内に残っていたパトリオットを罰するか怯えさせるためにイギリス兵が命令無しに行動した仕業だと考えられてもいるが、これは予期せぬ結果になった。火事の後で、200人以上のアメリカ人ゲリラがイギリス軍に捕まった。
ネイサン・ヘイルが捕まった経緯は、コネチカット書店主でロイヤリストのコンシダー・ティファニーが書き、連邦議会図書館が後に入手したものがある。ティファニーの証言に拠れば、クイーンズ・レンジャーズのロバート・ロジャーズ少佐が酒場でヘイルを見て、その変装にも拘らず彼を見破った。ロジャーズはパトリオットを装うことでヘイルを裏切らせようとした後に、ロジャーズとそのレンジャーズがクイーンズのフラッシングベイ近くでヘイルを拘束した。これには別の話もあり、ヘイルの従兄弟サミュエル・ヘイルがヘイルの正体を暴露した者だったということである。
イギリス軍のウィリアム・ハウ将軍はマンハッタンの田園地帯である50番通りと51番通りの間、かつ1番アベニューと2番アベニューの間の小山にあるビークマンの家を作戦本部にしており、ヘイルはハウに尋問され、身体的特徴を見つけられたとされている。ロジャーズはこの件に関する情報を提供した。伝説に拠れば、ヘイルはその作戦本部がある邸宅の温室でその夜を過ごした。ヘイルは聖書を要求したが拒否された。その後暫くして牧師を要求したが、これも拒否された。

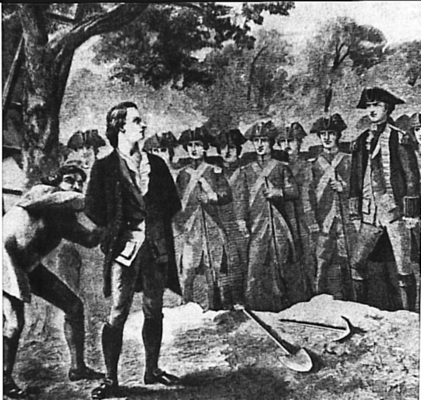
絞首刑にされるネイサン・ヘイル

当時の慣例に従えば、スパイは違法な戦闘要員として絞首刑にされていた。1776年9月22日の朝、ポスト道路をダブ・タバンと呼ばれた宿屋の隣にあった砲兵隊の駐屯所（現在の66番通りと3番アベニューの角）まで歩かせられ、絞首刑にされた。21歳だった。後にヨーロッパでアフリカ系アメリカ人ボクサーとして有名になった元奴隷でロイヤリスト、13歳のビル・リッチモンドが死刑執行人の一人だったと伝えられている。「彼の担当は強い木の枝にロープを結びつけて、結び目と輪なわを持っておくことだった。」
ネイサン・ヘイルに関する学者メアリー・ベス・ベイカーは、ヘイル死後の名声はイェール大学の卒業生が独立戦争の英雄だと主張したことから高まったと述べている。

## 処刑前の発言
あらゆる史料に拠れば、ヘイルは処刑前に雄弁に振舞ったとされている。長年にわたって彼が具体的に次の有名なセリフをはいたかどうかについて幾つかの考察が行われてきた。
これには別の説もある。
ヘイルの有名な発言に関する話は処刑を目撃したイギリス兵ジョン・モントレソールから始まった。処刑から間もなく、モントレソールはヘイルの死についてアメリカ軍士官ウィリアム・ハルに話した。後にこのヘイルのセリフを広く広めた者がハルだった。ハルはヘイルの発言を直接聞いた者ではなかったので、歴史家の中にはその証言の信頼性について疑問を投げる者がいた。
もしヘイルがこの有名な発言をしたのでなければ、ジョゼフ・アディソンの劇『カトー』で多くのパトリオットに理論的影響を与える次のセリフを繰り返したかもしれない。
ヘイルの発言について公式の記録は残っていない。しかし、イギリス軍の士官フレデリック・マッケンジーはその日の日記に次のように記した。
ネイサン・ヘイルの最後の発言が一文以上だった可能性が強い。初期の史料の幾つかは彼が異なる発言をしたと伝えている。これらは必ずしも矛盾しているのではなく、むしろどのような発言がなされたはずであるかという概念を与えてくれている。以下の引用は1941年に出版されたジョージ・ダドリー・シーモアの著作『ネイサン・ヘイルの人生ドキュメンタリー』から採ったものである。
ネイサンの兄弟イーノック・ヘイルの日記から、処刑に立ち会った人々を尋ねて行った後で、1776年10月26日：「絞首台の前で、彼はネイサン・ヘイルという名の大陸軍大尉だと彼らに告げた。」
「エセックス・ジャーナル」1777年2月13日：「しかし、絞首台の前で、彼は分別があり勇気のある発言をした。数ある中でも、彼らは無実の者の血を流している、もし彼に千の命があるならば、彼の傷つき血を流す国を守るために、命を要求されたときに全て捧げるだろうと告げた。」
「インデペンデント・クロニクル・アンド・ユニバーサル・アドバタイザー」1781年5月17日：私はこれまで関わってきた大義に満足しているので、唯一の悔いはそのために差し出せる命が一つしかないことだ。」
ウィリアム・ハル大尉の自伝から、処刑に立会い、翌日休戦の旗の下でハルに話したイギリス軍ジョン・モトレソール大尉について言及し、：「彼の処刑の朝」とその士官は続けた「私の駐屯地は運命の地点に近かったので、私は憲兵司令官（悪名高いウィリアム・カニンガム）に囚人が私のテントに入る許可を求め、その間に彼は必要な準備をしていた。ヘイル大尉が入ってきて、彼は静かであり、穏やかな尊厳に包まれており、正直さと高い意思を示していた。彼が筆記道具を求め、私が与えた。彼は2通の手紙、1通は彼の母に、もう1通は兄弟の士官に書いた。」彼はその後間もなく処刑台に連れ出された。しかし彼の周りには数人がいるだけだったが、その特徴的辞世の言葉は記憶された。「私はこの国のために失う命が一つしかないことを悔やむだけだ」と彼は言った。
偶然にもハルは米英戦争の時にアメリカ北西部全軍をイギリス軍に対して降伏させてしまった准将として良く知られている。
2つの古いバラッドがヘイルの最後の発言を思い起こさせようともしている。それらは正確さよりもおそらく想像によるもではあるが、以下に全文を記す。
- F・ムーアによって収集された『革命の歌とバラッド』（1855年）より、「ネイサン・ヘイルのバラッド」（作者不明、1776年）：

- ヘイルの死後「間もなく」エネアス・マンソン・シニアによって書かれた『ネイサン・ヘイル大尉の思い出に』より：

マンソンはヘイルが大学に入る前に教えており、彼とその家族を良く知っていたので、この発言の特定部分がありそうにないとしても、マンソンはヘイルの意見が何であるかをまず知っていた。

## 処刑の場
66番通りと3番アベニューの角以外に、マンハッタンの他の2地点が処刑の場所だと主張されている。
- フレデリック・ウィリアム・マクモニーズが制作した彫像が1890年にニューヨーク市役所公園の処刑の場所だと言われる地点に建立された。
- アメリカ独立戦争の娘達によって立てられた銘盤は、44番通りとバンダービルト・アベニューの角、グランド・セントラル駅側のイェール・クラブに掛けられ、処刑の場所だと言っている。

ネイサン・ヘイルの遺骸は見つからなかった。中身の無い慰霊碑がコネチカットのサウスコヴェントリーにあるネイサン・ヘイル墓地に家族の手によって建てられた。

## 彫像、および外観

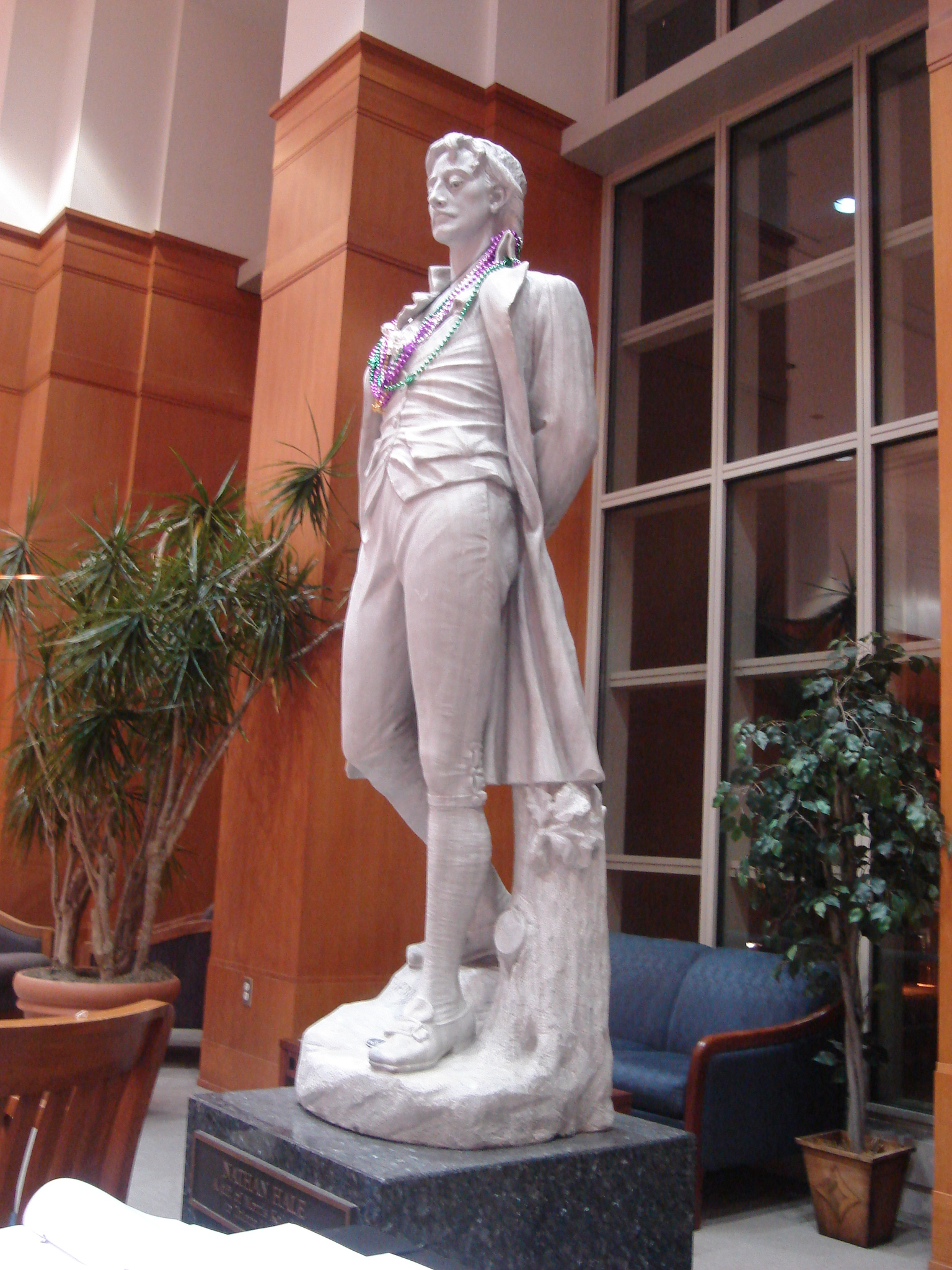
チューレーン大学法律学校読書室を見下ろすヘイルの彫像

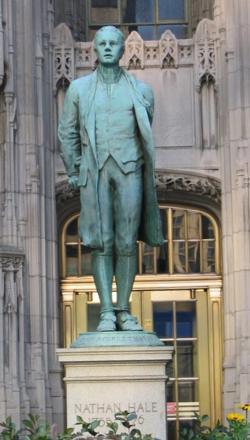
シカゴ・トリビューンタワーのベラ・ライアン・プラットによるヘイルの彫像

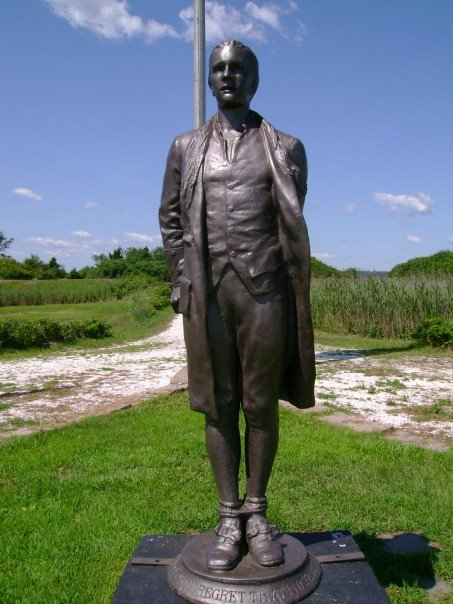
コネチカット州ネイサン・ヘイル砦のベラ・ライアン・プラットによるヘイルの彫像

ヘイルの彫像は理想化された原型に基づいている。ヘイルの当時の肖像画は見つかっていない。文献や手紙からは、ヘイルが知識があり、実際的で前向きに計画する几帳面なものだったことがわかる。外観と態度については、仲間の軍人エリシャ・ボストウィック中尉が、ネイサン・ヘイルは青い瞳、亜麻色の金髪、濃い眉毛をしており、（当時の）平均的身長より幾分高く、落ち着いた心と敬虔さのある精神的な強さを持っていたと記した。ボストウィックは次のようにも記していた。
ヘイルは2つの特に有名な立像で栄誉を称えられてきた。
- フレデリック・ウィリアム・マクモニーズが制作した彫像は1890年にニューヨーク市役所公園に建てられた。この像は現代で理想化された角張った顎というヘイルのイメージを作り上げた。
- 1908年から1912年にベラ・ライアン・プラットが制作し、1912年に鋳造されたヘイルの彫像は、ヘイルがイェール大学時代に住んだコネチカットホール前面に建っている。この彫像のコピーが幾つもあり、マサチューセッツ州アンドーバーのフィリップス・アカデミー、コヴェントリーのネイサン・ヘイル・ホームステッド、コネチカット州ハートフォードのコネチカット州知事公邸、同州ニューヘイブンのネイサン・ヘイル砦、ワシントンD.C.の司法省、シカゴのトリビューンタワーおよびバージニア州ラングレーのCIA本部に置かれている。

ヘイルがスパイ任務のために上陸したニューヨーク州ハンティントンには記念碑があり、乗船点とされるコネチカット州ノーウォークのフリーズ公園には標識がある。
さらにチューレーン大学法律学校法律図書館の読書室をヘイルの彫像が見下ろしている。この像は卒業生のモリス・キールが1963年にチューレーン大学に寄贈した。

## 有名な親族
ヘイルは1692年のセイラム魔女裁判で重要人物だったジョン・ヘイルの曾孫だった。また、演説家で政治家のエドワード・エヴァレット（ゲティスバーグでのもう一人の演説家）の叔父であり、またユニタリアン教会の牧師、著作家および奴隷制度廃止運動を含め社会の大義のために著名な活動家だったエドワード・エバレット・ヘイルの大叔父でもあった。「ボストン・デイリー・アドバタイザー」紙を創刊し、「ノースアメリカン・レビュー」誌の創刊に貢献したネイサン・ヘイルの叔父だった。

## ヘイルの名前に因むもの
- ロングアイランドのサフォーク郡にある小集落ヘイルサイト、ヘイルがその運命の任務のために上陸したと考えられる近くの海岸から移動された巨岩に記念の銘盤が埋め込まれている。
- ドイツのダルムシュタットにあるアメリカ軍施設ネイサン・ヘイル陸軍補給庫
- コネチカット州ニューヘイブンにあるアメリカ独立戦争時代の砦、ネイサン・ヘイル砦
- コネチカット州ストアーズにあるコネチカット大学キャンパスのネイサン・ヘイル・インとネイサン・ヘイル寮
- フィリップス・アカデミーの伝統的新入女学生寮となるネイサン・ヘイル寮
- ニューヨーク州ファーミングデールにあるファーミングデール州立カレッジのネイサン・ヘイル・ホール、生化学と芸術センターを収容している
- メリーランド州ジョージ・G・ミード砦の宿舎建物であるネイサン・ヘイル・ホール
- アメリカ独立戦争の娘達のネイサン・ヘイル記念支部、1900年6月6日にイーストハダムで組織化、ヘイルが教鞭を取った教室で儀式が行われた
- コネチカット州イースト・ハダムのネイサン・ヘイル・レイ高校（ヘイルが校長だった）、ワシントン州シアトルのネイサン・ヘイル高校、ウィスコンシン州ウェストアリスとオクラホマ州タルサの高校
- コネチカット州イーストハダムのネイサン・ヘイル・レイ中学校、同州ノーウォークのネイサン・ヘイル中学校（ヘイルの最終任務の出発点）、同州コヴェントリーのネイサン・ヘイル中学校（ヘイルの生誕地）、ニュージャージー州ノースベイル、ネブラスカ州オマハ、オハイオ州クリーブランド、およびイリノイ州クレストウッド[15]の各ネイサン・ヘイル中学校
- コネチカット州ニューロンドンの小学校（ヘイルが校長を務めた）のほか、同州エンフィールド、同州マンチェスター、同州メリデン、同州ニューヘイブン、インディアナ州ホワイティング、イリノイ州シャンバーグ、アリゾナ州メサ、ミネソタ州ミネアポリス、イリノイ州ランシング、同州クレストウッド、ニュージャージー州カーターレットおよびイリノイ州シカゴにネイサン・ヘイル小学校がある。
- アメリカ海軍の潜水艦USSネイサン・ヘイル
- コネチカット州コヴェントリーのネイサン・ヘイル古代鼓笛隊、ノウルトンのコネチカット・レンジャーズと呼ぶ支隊もある。
- ゲームソフト『RESISTANCE〜人類没落の日〜』および『RESISTANCE2』の主人公はネイサン・ヘイルである